# الميناء التجاري بالنفيضة
الميناء التجاري بالنفيضة وهو ميناء ضخم في المياه العميقة خاص بنقل البضائع سيتم بناؤه في مدينة النفيضة سيكون له شأن كبير في تطوير وتكثيف التبادلات التجارية بين تونس وبقية دول العالم. ستحتضنها المنطقة الواقعة بين النفيضة وبوفيشة ما بين الطريقين الوطنية والسيارة من الغرب وشاطئ والبحر من الشرق وسط شرق تونس (على بعد 40 كلم من مدينةسوسة). ويمتد هذا المشروع على مساحة 90 كلم مربع، وهو بتمويل من المستثمرين السعوديين. وسيوفر هذا المشروع خلال العشر سنوات الأولى قرابة 250 ألف موطن شغل، وهو مشروع موجه لبناء أول مدينة اقتصادية وسياحية واجتماعية وثقافية في أفريقيا.
وسيشمل المشروع عددا من المناطق الصناعية والمستودعات الكبرى المعدة لتخزين المنتجات بأصنافها، إضافة إلى ميناء تجاري ضخم قادر على استقبال كبرى سفن الملاحة والتجارة ومنطقة للتجارة الحرة منفتحة على كل القارات ومنطقة سياحية ترفيهية ذات مواصفات عالمية ومدينة طبية ذات طاقة استيعاب كبرى وتتمتع باختصاصات طبية دقيقة ومركز لصنع الأدوية ومدينة جامعية تضمن جميع الاختصاصات العلمية ولها القدرة على استقطاب الطلبة من جميع أنحاء العالم، إضافة إلى مدينة سكنية ومدينة ترفيهية ومدينة للإعلام.

## أماكن الإنجاز
الشقارنية - النفيضة

## مواضيع ذات علاقة
- مشاريع كبرى في تونس

## وصلات خارجية
- ميناء النفيضة
- المشاريع الكبرى التي سترى النور في تونس
- المشاريع الكبرى التي سترى النور في تونس (2)